# Danmark i olympiska sommarspelen 1936
Danmark deltog med 121 deltagare vid de olympiska sommarspelen 1936 i Berlin. Totalt vann de fem medaljer och slutade på tjugondetredje plats i medaljligan.

## Medaljer

### Silver
- Harry Larsen och Peter Olsen - Rodd, två utan styrman
- Ragnhild Hveger - Simning, 400 m frisim

### Brons
- Gerhard Pedersen - Boxning, weltervikt
- Hans Lunding - Ridsport, fälttävlan
- Inge Sørensen - Simning, 200 m bröstsim